# Térazosine
La térazosine est un alpha-bloquant utilisé dans le traitement des symptômes de l'hypertrophie bénigne de la prostate. Elle agit également en tant qu'antihypertenseur.